# Agila II
Agila II dei Visigoti, chiamato anche Achila o Akhila (Agila anche in spagnolo e in portoghese, Aquila in catalano; ultimo decennio del VII secolo – Toledo, 716 circa), fu correggente del padre dal 708 al 710 e re dei Visigoti, in contrapposizione a Roderico, tra il 710 e il 711 dopo, a seguito della conquista islamica della penisola iberica regnò sino al 714/716, su parte della penisola in accordo con i conquistatori musulmani.

## Origine
Il Diccionario biográfico español, Real Academia de la Historia riporta che Agila era figlio del re dei Visigoti Witiza e di una delle sue mogli o concubine, di cui non si conosce il nome e l'origine; il Laterculus regum Visigothorum cita il re Agila (Achila), che succedette a Witiza.

Witiza, come ci confermano le Cronache di Alfonso III, era figlio del re dei Visigoti Egica e di Cixilona (663-?), figlia del predecessore di Egica, il re Ervige; anche lo storico Salazar y Castro, nel suo Historia Genealógica de la Casa de Lara, Volume 1 conferma i genitori di Witiza.

L'Europa nel 651; il regno dei Visigoti, al tempo dell'ascesa al trono di Agila II, occupava la quasi totalità della penisola iberica e la Gotia, nella Gallia sud-occidentale

## Biografia
Nel 708 fu associato al regno dal padre, Witiza, che gli assegnò le province Settimania e Tarraconense, sotto la guida del nobile Rechsindo, probabilmente suo familiare; la mossa tuttavia non incontrò il favore della nobiltà gota, come riporta lo storico Rafael Altamira y Crevea.
Secondo Roderigo, cronista e arcivescovo del XII secolo, suo padre, Witiza, fu detronizzato ed accecato; gli storici sostengono che sia una leggenda e sostengono che morì di morte naturale tra il 709 e il 710; le Cronache di Alfonso III riportano che Witiza morì a Toledo di morte naturale, dopo dieci anni di regno.

Il Chronica Regum Visigotthorum cita Witiza, confermando che fu unto re nel mese di dicembre, il Laterculus regum Visigothorum precisa che Witiza ed il padre, Egica regnarono 27 anni; mentre il Chronicon Albeldense conferma che Witiza regnò dieci anni e morì a Toledo.
Dopo la morte del padre Witiza, nel 710, Agila gli succedette come Agila II, assieme ai fratelli e allo zio, Oppas, come riporta Ajbar Machmuâ: crónica anónima; ma alcuni funzionari ed anche parte dei nobili Goti (forse gli stessi che erano stati perseguitati da Égica) non vollero riconoscere il nuovo re, ma non ebbero la forza di detronizzarlo. Allora elessero al trono il duca di Betica, Roderico (conosciuto anche come Rodrigo), il quale però dovette affrontare l'opposizione di parte della nobiltà e di buona parte del clero, che invece appoggiava Agila II.

Secondo la Histoire de la conquête de l'Espagne par les Musulmans, alla morte di Witiza, la moglie assunse il potere in Toledo in nome dei figli minorenni, mentre Roderico, generale dei Visigoti, non riconobbe la successione e pose la sua residenza a Cordova.
Dato che Agila II non voleva rinunciare al trono, si venne allo scontro; Henri Leclercq, nel suo L'Espagne chrétienne sostiene che Roderigo avesse cercato una pacificazione. Dopodiché l'esercito di Roderico sconfisse Agila, che, con i fratelli Omundo e Artavasde e lo zio, il vescovo Oppas, abbandonò Toledo e il trono al duca di Betica e, seguendo il suggerimento di Oppas, si rifugiò in Maghreb.

Questa regione, da poco occupata e convertita all'Islam era governata dal wali Musa ibn Nusayr.

Il tradimento di Agila e dei suoi familiari viene descritto dalla Ajbar Machmuâ: crónica anónima.

Agila II si recò dapprima dal governatore cristiano di Ceuta, il conte Giuliano, che nelle cronache arabe viene indicato con il nome di Ilyan o Youlyân, il quale nutriva sentimenti di vendetta nei confronti dell'usurpatore, Roderico, in quanto accusato di aver violentato la sua bellissima figlia Florinda; questo avvenimento è descritto nel Ibn Abd-el-Hakem's History of the Conquest of Spain.

Attraverso Giuliano, Agila ottenne l'appoggio dei musulmani del Marocco contro Roderico e il wali di Ifriqiya, Musa, delegò un suo mawlā (liberto), il wali berbero di Tangeri, Tariq ibn Ziyad, di organizzare un piccolo esercito al suo comando e preparare l'invasione del regno visigoto (il contatto tra i figli di Witiza e Tarik e Mousa è descritto nella Histoire de la conquête de l'Espagne par les Musulmans.
Dopo che nel 711 i musulmani arabo-berberi sbarcarono nella penisola iberica (secondo le Cronache di Alfonso III, furono spinti dal tradimento dei figli di Witiza), e nella battaglia del Guadalete sconfissero Roderigo, che probabilmente perse di lì a poco la vita, Agila probabilmente fu coronato, a Toledo, re dei visigoti. I musulmani, appoggiati dalla popolazione ebraica, che, negli anni precedenti, era stata perseguitata, continuarono ad avanzare ed arrivarono a Toledo, senza incontrare molta resistenza. Agila fu costretto a ritirarsi al nord.
Nel 712 Agila incontrò, sempre a Toledo, Tariq ibn Ziyad, il condottiero della compagine arabo-berbera, che non potendo confermarlo re dei Visigoti, lo rimandò al wali Musa ibn Nusayr, l'emiro yemenita, governatore del Nordafrica, che a sua volta, per la decisione, si rimise al califfo omayyade di Damasco, al-Walid ibn Abd al-Malik (705-715).
Sempre nel 712 lo stesso Musa sbarcò nella penisola iberica, alla testa di un grosso contingente di 18.000 uomini, con lo scopo di conquistarla, e senza tenere conto delle richieste di Agila, a essere confermato re, conquistò Siviglia e dopo un anno di assedio, nel giugno del 713, Merida, e dopo essere arrivato a Toledo, propose ad Agila, che l'aveva raggiunto di riconoscersi suo vassallo, con la promessa di restituirgli tutti i beni di cui era stato spogliato da Roderico.
Tra la fine del 713 e il 714 Agila II accettò e, tradendo i suoi partigiani, rinunciando al trono, con i figli Sara, Madrugal e Oppas, si trasferì a Siviglia, dove morì, mentre lo zio Oppas divenne vescovo metropolita di Toledo.

Agila citato con il nome di Almounz, secondo la Histoire de la conquête de l'Espagne par les Musulmans possedeva circa mille villaggi nella parte occidentale dell'Andalusia.

Il fratello Artavasde (Ardebast) si stabilì a Cordova, dove assunse il titolo di conte che trasmise al suo discendente, Abu Said, anche lui possedeva circa mille villaggi nella parte centrale dell'Andalusia.

L'altro fratello Olmundo (Roumlouh), invece possedeva circa mille villaggi nella parte orientale dell'Andalusia.
I suoi partigiani, della Tarraconense e della Settimania, allora elessero re Ardo.
Agila, il maggior responsabile della conquista islamica della penisola iberica, continuò a vivere fastosamente in Toledo e a farsi chiamare re, sino alla sua morte avvenuta, nel 716.
Agila II non viene citato nel Chronica Regum Visigotthorum e nemmeno nel Chronicon Albeldense; mentre il Laterculus regum Visigothorum precisa che Agila regnò tre anni.

## La leggenda dell'intervento dei musulmani nella Penisola iberica
Circa l'intervento dei musulmani nella penisola iberica la tradizione cristiana narra che un certo Conte Giuliano, governatore cristiano di Ceuta, avrebbe condotto i musulmani nel regno visigoto, per vendicarsi di un torto subito da Roderigo (la figlia, chiamata La Cava, era stata violentata dal re dei Goti).
Alcuni storici affermano che Giuliano fosse visigoto o Bizantino.
Altri storici sostengono che il suo nome fosse Urbano, probabilmente di origine araba, ma vassallo del re dei visigoti.

Indipendentemente dal torto subito, lo storico arabo Saavedra ritiene che Giuliano, governatore bizantino di Ceuta, nel 708, attaccato da Musa ibn Nusayr, fosse stato aiutato dal re dei Goti Witiza; dopo la morte di quest'ultimo, Giuliano, sotto una nuova offensiva araba, accettò di divenire vassallo del califfo omayyade di Damasco, mantenendo il governo di Ceuta. Quando i figli di Witiza subirono l'usurpazione di Roderico, capeggiati dal pretendente alla corona, Agila II, chiesero aiuto a Giuliano, che tentò una spedizione nella Penisola iberica, senza esito. Ne fu tentata una seconda con l'appoggio di truppe arabo-berbere, guidate da Tariq ibn Ziyad, che non portò alcuna conquista, ma solo un saccheggio della zona tra Tarifa e Algeciras. Solo l'anno dopo (711) fu approntato un grosso esercito che, sotto il comando di Tariq, accompagnato da Giuliano, diede inizio alla conquista.

Giuliano seguì Musa nel suo viaggio verso la capitale del califfato, Damasco e poi (probabilmente dopo l'assassinio di Musa) tornò nella Penisola iberica, dove, secondo lo storico arabo Ibn Iyad, si stabilì a Cordova e suo figlio, Balacayas, diventò apostata e dove continuarono a vivere i suoi discendenti.

## Matrimonio e discendenza
Della moglie di Agila II non si conoscono né il nome né gli ascendenti.

Witiza dalla moglie ebbe tre figli:
- Sara che dopo la morte del padre si stabilì a Cordova presso lo zio, Artavasde. Dopo si trasferì in Siria dove si sposò e rientrò in Andalusia, riprendendo possesso delle terre di famiglia[22];
- Madrubal, che segui la sorella Sara[22];
- Oppas, che seguì la sorella Sara[22].